# Liste des évêques d'Austin (Texas)
La liste des évêques d'Austin recense les noms des évêques qui se sont succédé sur le siège épiscopal d'Austin, dans l'État du Texas, aux États-Unis depuis la création du diocèse d'Austin (Dioecesis Austiniensis) le 15 novembre 1947, par détachement de ceux de Galveston, de Dallas et de San Antonio

## Sont évêques
- 29 novembre 1947 - 15 novembre 1971 : Louis Reicher (Louis Joseph Reicher)
- 15 novembre 1971 - 25 février 1985 : Vincent Harris (Vincent Madeley Harris), auparavant évêque de Beaumont, coadjuteur d'Austin (27 avril 1971)
- 19 décembre 1985 - 2 janvier 2001 : John McCarthy (John Edward McCarthy), auparavant évêque auxiliaire de Galveston-Houston
- 2 janvier 2001 - 12 juin 2009 : Gregory Aymond (Gregory Michaël Aymond), auparavant évêque auxiliaire de La Nouvelle-Orléans, coadjuteur d'Austin (2 juin 2000), nommé archevêque de La Nouvelle-Orléans et administrateur apostolique du diocèse d'Alexandria (en) (Louisiane)
- 26 janvier 2010 - 20 janvier 2025 : Joe Vásquez (Joe Steve Vásquez), auparavant évêque auxiliaire de Galveston-Houston, nommé archevêque de Galveston-Houston
- Depuis le 2 juillet 2025 : Daniel Garcia (Daniel Elias Garcia), auparavant évêque de Monterey (Californie)

## Évêques liés au diocèse

### Auxiliaires et coadjuteurs
- 21 janvier 2015 - 27 novembre 2018 : Daniel E. Garcia, évêque auxiliaire, nommé évêque de Monterey (Californie)

### Évêques originaires du diocèse
- William M. Mulvey, évêque de Corpus Christi (depuis 2010)
- David A. Konderla, évêque de Tulsa (Oklahoma) (depuis 2016)

## Sources
- (en) Fiche du diocèse sur le site catholic-hierarchy.org